# Techland
Techland è un'azienda polacca dedita allo sviluppo di videogiochi con sede nella città di Ostrów Wielkopolski, fondata nel 1990 da Paweł Marchewka.

## Storia
La Techland nasce nel 1990 come distributrice di software.
Il primo videogioco sviluppato, Crime Cities, è stato pubblicato nel 2000, data che segna un punto di svolta nel team di sviluppo dell'azienda, il cui lavoro dà vita, nel 2003, al motore grafico proprietario Chrome Engine, utilizzato per lo sviluppo dell'omonimo gioco, il primo che ha dato visibilità internazionale all'azienda. Il successo di Chrome, sia in termini di critica che di vendite, ha portato la Techland a svilupparne un seguito, Chrome: Specforce, uscito nel 2005.
Accanto agli sparatutto in prima persona, Techland ha sviluppato anche giochi di rally, quali Xpand Rally, Xpand Rally Xtreme e, nel 2006, sotto licenza della Volkswagen, GTI Racing.
Poiché lanciato per la prima volta nel 2003, nel corso degli anni il Chrome Engine ha ricevuto uno sviluppo costante, e, nel 2006, con Chrome Engine 4, l'azienda ha lanciato Call of Juarez, gioco che ha mostrato le grandi potenzialità del motore grafico e che, nello stesso anno, insieme alla serie che ne è conseguita, ha dato definitivamente lustro internazionale all'azienda.
Techland, ha sviluppato una serie survival horror, composta da Dead Island e dallo spin-off Dead Island Riptide.
Nel 2015 viene pubblicato Dying Light, titolo fortemente ispirato alla serie di Dead Island, accolto positivamente dalla critica. Il gioco ha venduto 17 milioni di copie. Nel 2022 arriva il sequel Dying Light 2.

## Videogiochi
Di seguito la lista di videogiochi sviluppati da Techland:
- Gnome Land Belfegora - 1998; Windows
- Chess 98 - 1998; Windows
- Speedway 99 - 1999; Windows
- Crime Cities - 2000; Windows
- Chess 2001 - 2001; Windows
- Mission: Humanity - 2001; Windows
- Speedway Championships - 2001; Windows
- Survival: The Ultimate Challenge - 2001; Windows
- Bridge 3000 - 2001; Windows
- Pet Racer - 2001; Windows
- Pet Soccer - 2002; Windows
- Indiana Jack - 2002; Windows
- FIM Speedway Grand Prix - 2002; Windows
- Chrome - 2003; Windows
- Hen on Fire: Kurminator - 2003; Windows
- Xpand Rally - 2004; Windows
- Chrome: SpecForce - 2005; Windows
- Crazy Soccer Mundial - 2006; Windows
- FIM Speedway Grand Prix 2 - 2006; Windows
- GTI Racing - 2006; Windows
- Call of Juarez - 2006; Windows, Xbox 360
- Xpand Rally Xtreme - 2006; Windows
- FIM Speedway Grand Prix 3 - 2008; Windows
- Nikita: The Mystery of the Hidden Treasure - 2008; Windows
- Nikita: Wild Cars - 2008; Windows
- Speedway League - 2009; Windows
- Call of Juarez: Bound in Blood - 2009; Windows, Xbox 360, PS3
- Karaoke for Fun: Radio Gold Hits - 2009; Windows
- Karaoke for Fun: King of Pop - 2009; Windows
- Karaoke for Fun: Pop - 2009; Windows
- Karaoke for Fun: Rock - 2009; Windows
- Karaoke for Fun: 50 Hits - 2009; Windows
- Karaoke for Fun: 80 Hits - 2009; Windows
- SingSing - 2010; Windows
- Nail'd - 2010; Windows, Xbox 360, PS3
- FIM Speedway Grand Prix 4 - 2011; Windows
- Call of Juarez: The Cartel - 2012; Windows
- Dead Island - 2012; Windows, Xbox 360, PS3
- Mad Riders - 2012; Windows, Xbox 360, PS3
- Dead Island Riptide - 2013; Windows, Xbox 360, PS3
- Call of Juarez: Gunslinger - 2013; Windows, Xbox 360, PS3
- Dying Light - 2015; Windows, Xbox One, PS4
- Hellraid - 2015, Windows, Xbox One, PS4
- Dying Light: The Following - 2016; Windows, Xbox One, PS4
- Dead Island Definitive Collection - 2016; Windows, Xbox One, PS4
- Dying Light 2 - 2022; Windows, Xbox One, PS4
- Dying Light: The Beast - 2025; Windows, Xbox Series X/S, PS5, Xbox One, PS4